# Janez III. Bavarski
Janez III. Neusmiljeni (1374–1425), iz rodbine Wittelsbachov, je bil najprej škof v Liègu 1389–1418 in nato vojvoda Bavarske-Straubinga ter grof Holandski in Hainautski 1418–1425.

## Družina
Janez se je rodil v Le Quesnoyu. Bil je najmlajši sin vojvode Alberta I. Bavarskega in Marjete Brieške. Njegov starejši brat je bil Viljem II., ki je leta 1404 nasledil očeta kot grof Holandije, Zelandije in Hainaulta. Njegova sestra Margareta se je leta 1385 poročila z vojvodo Janezom Neustrašnim Burgundskim.

## Škof
Kot najmlajši med tremi otroci je bila Janezu usojena kariera v cerkvi. Pri 15 letih je s podporo papeža Bonifacija IX. postal knezo-škof v Liègu. Janezova vladavina je bila katastrofa. Njegov avtoritarni slog je bil v spopadu s plemiči in meščani knezo-škofije. Večkrat je bil izključen in videl je, da so volili celo protiškofa. Za pomoč se je obrnil na brata in svaka.
Na pomoč Janezu III. proti meščanom Liègea, ki so bili v odprtem uporu,   je  23. septembra 1408  odšla burgundska vojska pod vodstvom svaka Janeza Neustrašnega. Med bitko tik pred vasjo Othee so bili uporniki iz Liègea odločilno poraženi. Ob tem je škofija Liège postala protektorat Burgundije. Burgundijci so obglavili nekaj upornih meščanov in plemičev v Liègu. Nekateri pa so bili utopljeni v Meusi. Od takrat so Janeza imenovali "Neusmiljeni". 

## Vojvoda in grof
Ko je njegov brat leta 1417 umrl in ga je nasledila njegova hči Jakoba kot grofica Holandije in Hainauta, je Janez Neusmiljeni zavrnil sveti red oziroma posvetitev in predal škofovstvo. Leta 1418 se je Janez III. poročil z Elizabeto, vojvodinjo Luksemburško, ki je bila takrat vdova po  Antonu, vojvodi Brabantskem. V zakonu nista imela otrok.
S pomočjo cesarja Sigismunda, ki je bil stric njegove žene, je Janez III. takoj začel vojno proti svoji nečakinji Jakobi in njenemu možu brabantskemu vojvodi Janezu IV. Janez Neusmiljeni je podpiral mesto Dordrecht in burgundskega vojvodo Filipa Dobrega. Obleganje Dordrechta leta 1419 je bilo neuspešno, zato je Janez IV. Brabantski privolil v skupno upravo z Janezom III. Jakoba kot ženska ni bila deležna politične odgovornosti. Janez IV. Brabantski se je končno odpovedal Holandiji in Hainautu ter vladavino prepustil Janezu Neusmiljenemu. Jakoba je leta 1421 odšla v Anglijo in se poročila s kraljevim bratom Humphreyjem, vojvodo Gloucesterskim. Po Janezovi smrti ni mogla dlje obdržati nadzora nad Holandijo in Hainautom.

## Smrt in zapuščina
Janez Neusmiljeni je bil znan po bogati kulturi svojega dvora; Jan van Eyck je bil med umetniki, ki jih je angažiral vsaj od 1422 do 1424. Janez Neusmiljeni je leta 1425 umrl  v Haagu zaradi zastrupitve. Njegov dvorni maršal Jan Vlietski naj bi s strupom namazal strani knežjega molitvenika.  Kazensko je bil usmrčen že leta 1424. 